# Back in Black (canción)
«Back in Black» es la sexta pista del disco de AC/DC del mismo nombre, caracterizada por su conocido riff de guitarra que abre la misma. Ha sido versionada por grupos como Foo Fighters, The Hives, Steriogram, Travis, Six Feet Under, Peyote Asesino, Yngwie Malmsteen o Carlos Santana, siendo incluida en el puesto número 187 en la lista de la revista Rolling Stone con las 500 mejores canciones de la historia. Ocupa el 2º puesto en la lista de Las 100 más grandiosas canciones del hard rock del canal VH1, y también fue denominada por el Salón de la fama del Rock como una de las 500 canciones que formaron el rock.